# Sultanat d'Aceh
vers 1496 – 1903
Entités précédentes :
- Royaume de Pedir

Entités suivantes :
- Indes orientales néerlandaises

Le sultanat d'Aceh ou Achem (en jawi: کسلطانن اچيه, en malais: Kesultanan Aceh, en aceh: Keurajeuën Acèh Darussalam) était un royaume dans l'actuelle Indonésie situé à la pointe nord de l'île de Sumatra. À son apogée, son territoire correspondait au littoral des actuelles provinces d'Aceh, de Sumatra du Nord et de Sumatra occidental.

## Histoire

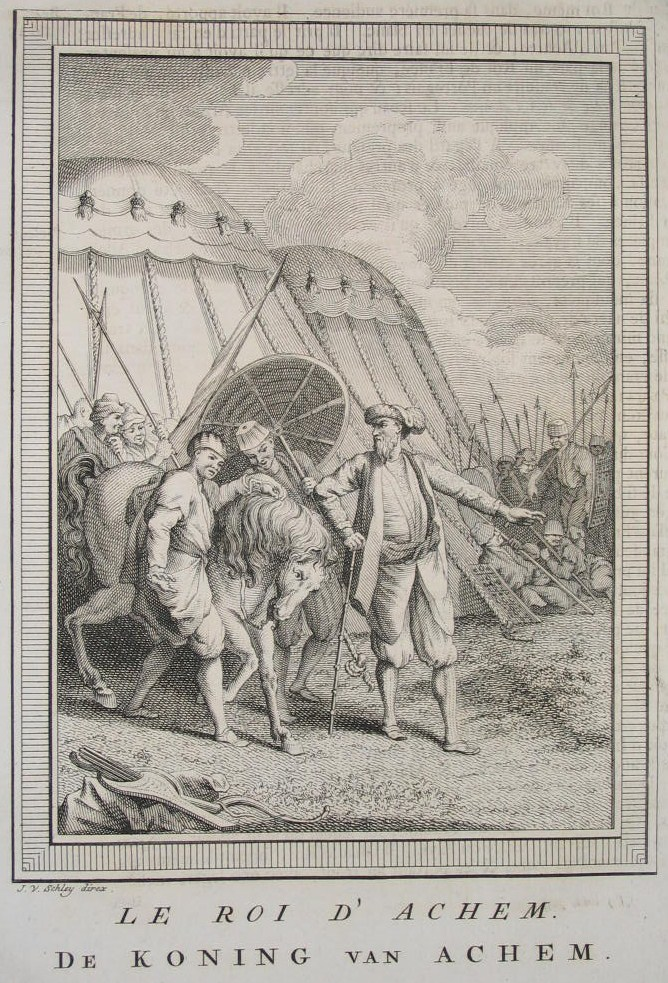
Le sultan d'Aceh vu par un graveur européen, vers 1750.

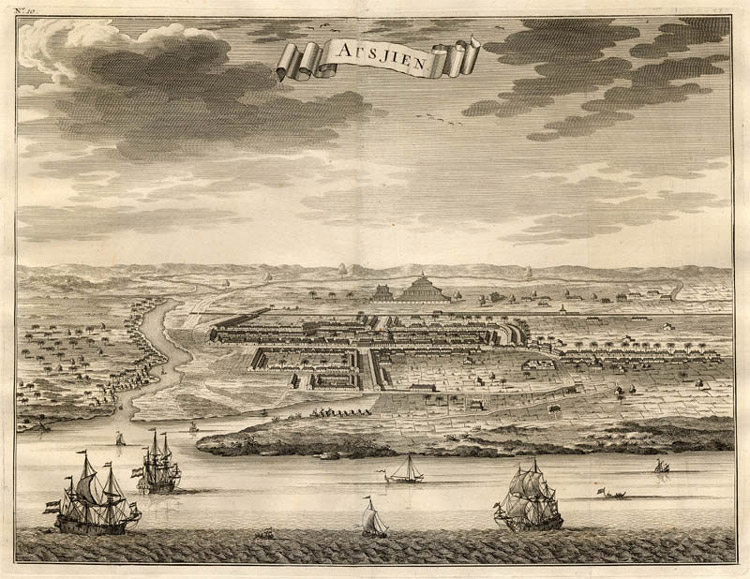
Aceh en 1724-26. Le port est bien connu des Européens, qui y font relâcher régulièrement leurs vaisseaux pour les mettre à l'abri de la mousson.

Le royaume d'Aceh est fondé vers 1514 par Ali Moughaïat Shah (en) (règne 1514-1530). Celui-ci étend son territoire par la force et se libère en 1520 de la suzeraineté du royaume de Pedir. En 1523, Aceh conquiert le sultanat de Pasai.
En 1511, une flotte portugaise, partie de Goa en Inde sous le commandement du vice-roi Afonso de Albuquerque, s'était emparée de Malacca. Fondée vers 1400 par un prince de Sumatra, cette ville était devenue le plus grand port d'Asie du Sud-Est. La famille royale de Malacca fonde un nouveau sultanat à Johor, dans le sud de la péninsule Malaise.
Aceh parvient à capter une part importante de l'activité des marchands musulmans qui avaient fait la prospérité de Malacca et ne voulaient pas commercer avec les Portugais. L'essor d'Aceh démontre le rôle de l'islam et du commerce dans son opposition aux Européens. Les interventions des Portugais à Pasai et Pidie amènent d'autres chefs locaux à soutenir le sultan Ali Moughaïat Shah (en).
Aceh entreprend la conquête de la côte est de Sumatra productrice de poivre (Aceh en devient le premier producteur mondial) et d'or, qui selon Tomé Pires, un apothicaire portugais qui a vécu à Malacca de 1512 à 1515, n'est pas encore islamisée. Le sultanat expulse les Portugais de Pasai, où ils tenaient une garnison, et défait une flotte portugaise en 1524. La puissance d'Aceh repose sur la production du poivre et de la noix d'arec et le contrôle d'une grande partie des commerces des épices, de l'or et des esclaves dans la région. Cette situation perdurera jusqu'à la Guerre d'Aceh.
Entre 1537 et 1570, Aceh attaque plusieurs fois aussi bien Malacca la portugaise et catholique que Johor la malaise et musulmane, sans succès décisif.
Dans les années 1560, Aceh établit des relations commerciales et diplomatiques avec l'empire ottoman. En 1566, le sultan d'Aceh envoie une demande d'assistance au sultan ottoman dans le cadre d'une politique destinée à contrer les Portugais dans la région.
De 1571 à 1607, huit sultans se succèdent. En 1602, une première expédition de la Compagnie anglaise des Indes orientales récemment créée en Angleterre, en route pour Banten dans l'ouest de Java, fait escale en Aceh. Le port, qui offre un bon abri pendant la mousson, est fréquenté régulièrement par les navires des différentes Compagnies de Indes. Le régime des vents, très favorable, place ce dernier à trois semaines de navigation des côtes indiennes.
Aceh va connaître son apogée avec Iskandar Muda (règne 1607-36). Ce souverain conquiert Deli (l'actuelle Medan) en 1612 et attaque Johor en 1612. Johor forme alors une alliance avec six autres sultanats malais, de Sumatra et de la péninsule, pour résister à Aceh. Iskandar défait une flotte portugaise à Bintan (île indonésienne voisine de l'actuelle Singapour), conquiert Pahang et Kedah sur la péninsule, pille Johor et occupe Nias au large de l'autre côte de Sumatra. En 1629, Iskandar lance une flotte sur Malacca, qui est totalement détruite avec 19 000 hommes perdus.

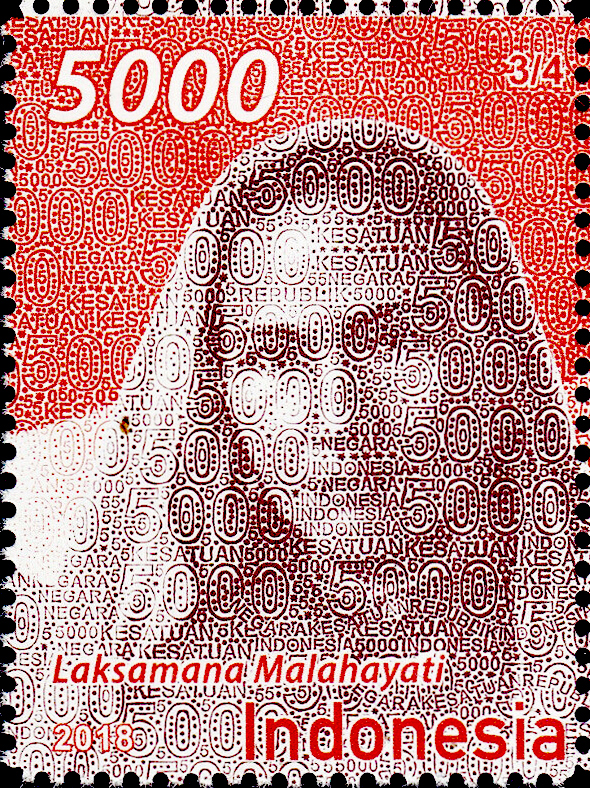
Laksamana Malahayati, amirale de la Flotte d'Aceh, 1550-1615.

Après la mort d'Iskandar Muda, Aceh entame une période de déclin. L'autorité royale ne s'exerce plus que sur la capitale. La noblesse qu'il avait créée devient indépendante. Aceh cesse bientôt d'être une puissance politique et militaire importante.
En Aceh, les tribunaux ont pour fonction de faire appliquer la charia et les préceptes musulmans. Durant le XVIIe siècle, Aceh devient un centre d'études religieuses musulmanes. On retiendra le nom du dernier grand mystique et réformateur musulman d'Aceh, Abd al-Ra'uf de Singkel, secrétaire du sultan, né vers 1615 et mort en 1693.
En 1820, Aceh produit plus de la moitié du poivre mondial. Les acheteurs profitent de la concurrence que se livrent les différents princes qui leur vendent ce poivre. Un de ces princes, Tuanku Ibrahim, émerge comme le plus puissant d'entre eux. En 1854, il lance une expédition et soumet les sultanats de Langkat, Deli et Serdang, menaçant les Hollandais, qui occupent déjà le reste de Sumatra. En 1871, les Hollandais signent avec les Anglais le traité de Sumatra. Les Hollandais cèdent leurs possessions en Afrique de l'Ouest aux Anglais. En échange, ils ont les mains libres pour Aceh. C'est le début de la guerre d'Aceh.

## Religion
C'est dans l'actuelle province d'Aceh que se trouvait le plus ancien royaume musulman attesté de l'archipel indonésien, le sultanat de Pasai, fondé vers la fin du XIIIe siècle. Pasai deviendra un centre de diffusion de l'islam à travers l'archipel indonésien et la péninsule de Malacca.
En 1520 Ali Mughayat Shah, le premier sultan d'Aceh (règne 1514-1530), entame une campagne contre les principautés voisines. La première est Daya sur la côte ouest de la pointe nord de Sumatra, qui selon l'apothicaire portugais Tomé Pires, qui vécut à Malacca de 1512 à 1515, n'était pas encore islamisée. Puis Ali s'attaque aux États producteurs d'or et de poivre de la côte est, en commençant par Deli (l'actuelle Medan, capitale de la province de Sumatra du Nord). En 1524, sa flotte défait la flotte des Portugais de Malacca.
Le troisième sultan, Alauddin Riayat Shah (règne 1537 ou 1539-1571), attaque en 1539 le pays batak au sud d'Aceh pour tenter de les convertir à l'islam mais échoue (la conversion de Batak à l'islam n'aura lieu qu'au début du XIXe siècle, lors de la guerre des Padri, et au christianisme dans la seconde moitié). Il attaque Malacca en 1547 mais est repoussé.
Il serait toutefois erroné de voir l'islam comme le moteur des campagnes d'Aceh. Une telle perception serait simplement le reflet « [d]es obsessions historiques [des Occidentaux à propos de l’islam] », pour reprendre l'expression de l'écrivain français Jean Couteau.La motivation première est économique. Les attaques contre Malacca étaient mues par la volonté de contrôler le trafic maritime du détroit, une des plus importantes voies de commerce maritime du monde depuis des siècles. Dans cette perspective, le principal ennemi d'Aceh était le sultanat de Johor, successeur du sultanat de Malacca (défait par les Portugais en 1511), qui avait les mêmes ambitions. Johor pouvait s'allier aux Portugais catholiques face à Aceh. Plus tard au XVIe siècle, Johor s'alliera aux Néerlandais de la VOC, la Compagnie néerlandaise des Indes orientales, ce qui amènera les Portugais à tenter de s'allier à Aceh.
Aceh sera un des derniers États de l'archipel à être soumis par les Néerlandais. En 1873, ces derniers attaquent le sultanat, qu'ils considéraient faire partie de leur zone d'influence conformément au traité anglo-hollandais de 1824. La résistance des Acehais sera farouche. Le sultan et ses partisans se réfugient dans les montagnes de l'intérieur. L'aristocratie des uleëbalang créée par le sultan Iskandar Muda (règne 1583-1636), qui dirigeait les ports d'Aceh, se soumet aux Néerlandais. Ce sont alors les chefs religieux, les ulama, qui prennent la tête de la résistance. 
En 1903 le sultan Muhammad Daud Shah, intronisé en 1875, ainsi que son chef militaire, le panglima Polem, se rendent aux Néerlandais. Le sultan maintient néanmoins des contacts avec la résistance, restée dans l'intérieur des terres. En 1907, il lance une attaque contre la garnison néerlandaise de Kutaraja (aujourd'hui Banda Aceh) mais échoue. Il est exilé par les Néerlandais. 
Les ulama poursuivront la lutte pendant une décennie. C'est dans cette période que naît l'importance des dirigeants religieux en Aceh.

## Les sultans d'Aceh

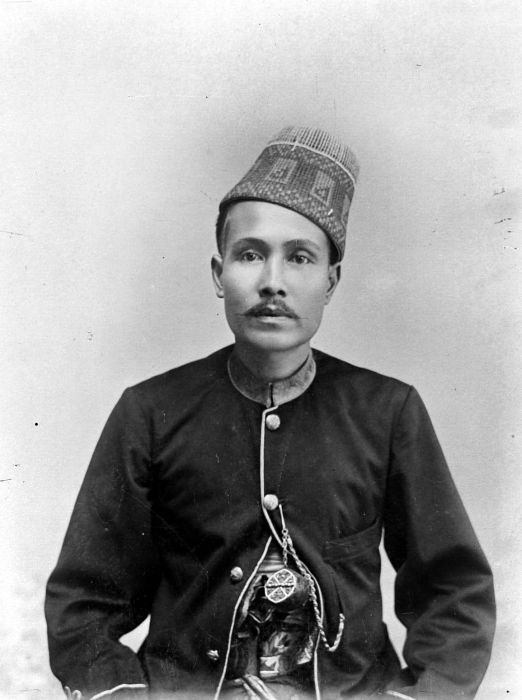
Le sultan Muhammad Daud Shah.

- 1514-1530 Ali Moughaïat Shah (en)
- 1530-1537/39 Salahuddin (en)
- 1537/39-1571 Alauddin I Riayat Shah (en)
- 1571-1579 Husain Ali Riayat Shah (en)
- 1579 Sultan Muda
- 1579 Sri Alam (en)
- 1579 Zainal Abidin (en)
- 1579-1585 Alauddin II Mansur Shah (en)
- 1585-1589 Buyong (en)
- 1589-1604 Riayat Shah Sayyid al-Mukammil (en)
- 1604-1607 Ali II Riayat Shah (en)
- 1607-1636 Iskandar I Muda
- 1636-1641 Iskandar II Thani (en)
- 1641-1675 Ratu (reine) Safiatuddin Tajul Alam (en)
- 1675-1678 Ratu Naqiatuddin Nurul Alam (en)
- 1678-1688 Ratu Zaqiatuddin Inayat Shah (en)
- 1688-1699 Ratu Kamalat Shah Zinatuddin (en)
- 1699-1702 Badrul Alam Sharif Hashim Jamaluddin (en)
- 1702-1703 Perkasa Alam Sharif Lamtui (en)
- 1703-1726 Jamal ul Alam Badrul Munir (en)
- 1726 Jauhar ul Alam Aminuddin (en)
- 1726-1727 Shamsul Alam (en)
- 1727-1735 Alauddin III Ahmad Shah (en)
- 1735-1760 Alauddin IV Johan Shah (en)
- 1760-1781 Mahmud I Shah (en)
- 1764-1765 Badruddin (en)
- 1765-1781 Sulayman I Shah (en)
- 1781-1795 Alauddin V Muhammad (en)
- 1795-1815 Alauddin VI Djawhar (en) (premier règne)
- 1815-1818 Sharif Saif (en)
- 1818-1823 Alauddin VI Djawhar (en) (second règne)
- 1824-1838 Muhammad I Shah (en)
- 1838-1857 Sulayman II Shah (en)
- 1857-1870 Mansur Shah (en)
- 1870-1874 Mahmud II Shah (en)
- 1875-1903 Muhammad II Daoud Shah